# 나투나섬잎원숭이
나투나섬잎원숭이 또는 나투나섬수릴리 (Presbytis natunae)는 긴꼬리원숭이과에 속하는 영장류의 일종이다. 인도네시아의 나투나 섬에서 발견된다. 2001년 콜린 그로브스가 흰넓적다리잎원숭이에서 분리하여 독립된 종으로 분류했다.